# Haemophilus aegyptius
Haemophilus aegyptius (Hae) est une espèce de bactérie du genre Haemophilus, dont les rapports avec Haemophilus influenza sont discutés, soit espèce voisine, soit hybridation Haemophilus influenza biogroupe aegytius.

Également appelée bacille de Weeks, ou de Koch-Weeks, elle a été découverte en 1886 par John Elmer Weeks (1853-1949), médecin américain diplômé de l'Université du Michigan ayant fait un voyage d'études à l'Université de Berlin.
Haemophilus aegyptius est un agent de conjonctivite bactérienne humaine, et depuis les années 1980 de la fièvre purpurique brésilienne.